# Старо село (община Йегуновце)
Вижте пояснителната страница за други значения на Старо село.
Старо село (на македонска литературна норма: Старо Село; на албански: Staro Sella, Старо Села) е село в Северна Македония, в община Йегуновце.

## География
Селото е разположено в областта Долни Полог в югоизточните поли на Шар планина под връх Люботрън.

## История
В османски данъчни регистри на немюсюлманското население от вилаета Калканделен от 1626-1627 година е отбелязано село Истаросел с 54 джизие ханета (домакинства).
В края на XIX век Старо село е българско село в Тетовска каза на Османската империя. Андрей Стоянов, учителствал в Тетово от 1886 до 1894 година, пише за селото:
| „ | С. Старо-Село — въ планината, около 1/2 часъ далечъ отъ Вратница; има 30 простички български кѫщи и 1 църква, останала отъ старо време; името на църквата е св. Гьорги, и деня на този святецъ се празднува тържественно съ коляние курбанъ, съ месото на когото се гощаватъ селенитѣ заедно съ многочисленнитѣ си гости. | “ |

Според статистиката на Васил Кънчов („Македония. Етнография и статистика“) в 1900 година Старо село има 215 жители българи християни.
Според патриаршеския митрополит Фирмилиан в 1902 година в селото има 25 сръбски патриаршистки къщи. По данни на секретаря на Българската екзархия Димитър Мишев („La Macédoine et sa Population Chrétienne“) в 1905 година всичките 240 християнски жители на Старо село са българи патриаршисти сърбомани и в селото функционира сръбско училище.
Според Афанасий Селишчев в 1929 година Старо село е в Рогачевска община и има 33 къщи с 296 жители българи.
Според преброяването от 2002 година Старо село има 217 жители.
| Националност | Всичко |
| македонци    | 212    |
| албанци      | 0      |
| турци        | 0      |
| роми         | 0      |
| власи        | 0      |
| сърби        | 5      |
| бошняци      | 0      |
| други        | 0      |